# Mikołaj Baranowski
Mikołaj Baranowski (ur. 1517 w Orlej Górze na Mazowszu jako Mikołaj Staroszek albo Staroschek, zm. 1571) – kupiec, rajca i patrycjusz krakowski.
Nazwisko Baranowski przyjął jako właściciel wsi Baranowa.
W Krakowie od 1538, w 1552 i 1555 reprezentował miasto jako poseł na sejmy piotrkowskie.